# قضیه بریانشون

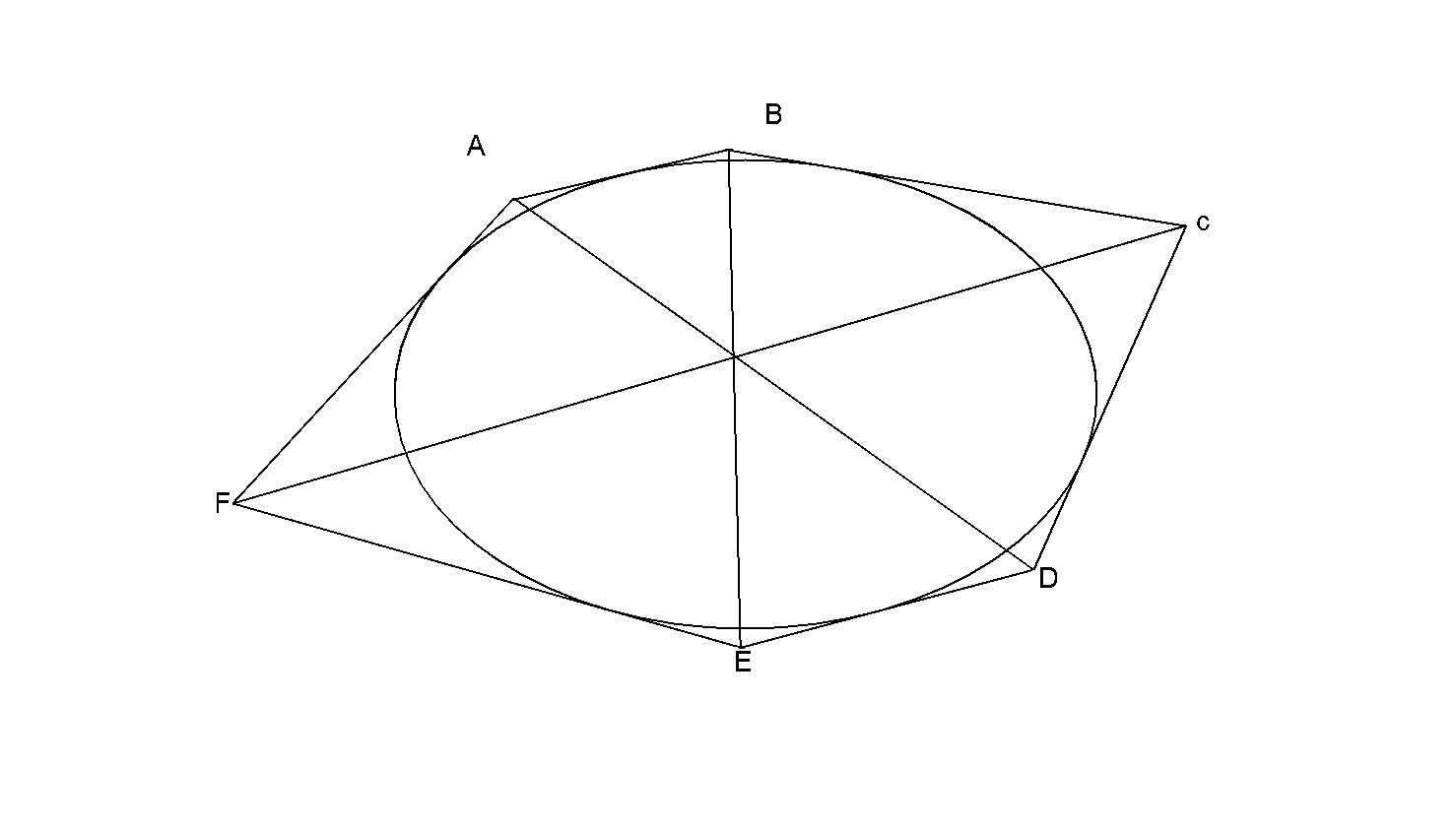
اگر ABCDEF یک شش ضلعی با اضلاع مماس بر یک مقطع مخروطی باشد. آنگاه AD, BE,CF همرسند و بالعکس.

در هندسه، قضیهٔ بریانشون که بر گرفته از نام شارل ژولین بریانشون است. او این قضیه را وقتی دانشجوی مدرسهٔ پلی تکنیک بود ثابت کرد و در مجلهٔ مدرسه به چاپ رساند. این اکتشاف از اولین مثال‌های اصل ثنویت در هندسه است. قضیه بریانشون بیان می‌کند که اگر ABCDEF شش راس یک شش ضلعی با اضلاع مماس بر یک مقطع مخروطی باشد. آنگاه خطوط AD, BE, CF در یک نقطه یکدیگر را قطع می‌کنند. این قضیه معکوس قضیه پاسکال است و با اصل ثنویت مستقیماً از آن نتیجه می‌شود. در این قضیه هم مانند قضیهٔ پاسکال حالات حدّی وجود دارد. مثلاً وقتی که ۵ ضلع را مماس بر یک سهمی کنیم و ضلع دیگر را در بی‌نهایت بگیریم دو خط موازی خواهیم داشت.